# Szentpétery Aranka
Szentpétery Aranka (Királyhelmec, 1933. december 9. – 2023. január 19.) szlovákiai magyar színésznő

## Életpályája
1953-ban a pozsonyi Állami Faluszínház magyar tagozatában kezdett dolgozni. 1960-ban felvették a komáromi Magyar Területi Színházhoz, amelynek, illetve jogutódjának, a Komáromi Jókai Színháznak 1991-es nyugdíjba vonulásáig a tagja volt. 2013-ban a színház örökös tagja lett.

## Színházi szerepeiből
- Arbuzov: Tánya… Tánya
- Dávid: Vidor család… Vidorné
- Mikszáth – Malicháková: Szent Péter esernyője… Francia nevelőnő
- Higgins: Maude és Harold… Maude
- Jókai: A kőszívű ember fiai… Plankenhorst bárónő
- Miller: A salemi boszorkányok… Rebecca Nurse
- Shakespeare: A makrancos hölgy… Özvegyasszony
- Steinbeck: Egerek és emberek… Curleyné
- Fejes: Rozsdatemető… Cira Piroska
- Shakespeare: A windsori víg nők… Fordné
- Gogol: A revizor… Polgármesterné
- Brecht: Koldusopera… Cecília Peachum
- Molnár Ferenc: Doktor úr…  Marosiné
- Bock – Harnick – Stein: Hegedűs a háztetőn… Cejtel nagymama

## Filmjei
Tv-filmek
- Posledná v abecede (1980)
- Omyly tradičnej morálky (1989)

Tv-sorozatok
- Susedia (2006–2007, öt epizódban)
- Mafstory (2008)
- Dr. Ludsky (2011, egy epizódban)

## Díjai, elismerései
- Magyar Arany Érdemkereszt (2020)